# Bendix G-15

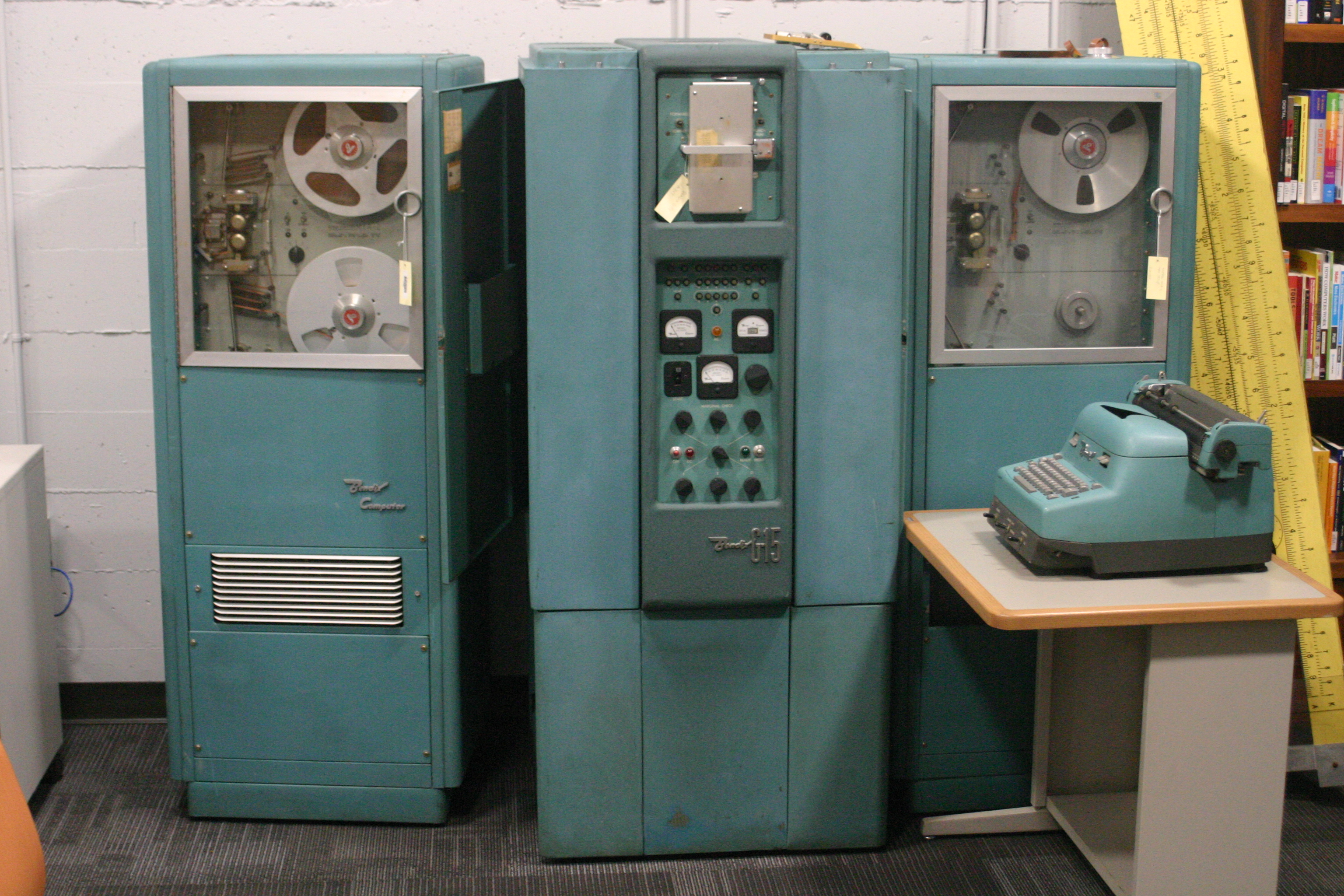
Bendix G15 (Mitte), Bandlaufwerke und Schreibmaschinendrucker

Der Bendix G-15 ist ein Computer, der 1956 von der Bendix Corporation aus Los Angeles, Kalifornien, auf den Markt gebracht wurde. Er ist ca. 155 cm hoch, 69 cm breit und 81 cm tief und wiegt etwa 385 kg. Der G-15 verfügt über einen Trommelspeicher von 2160 29-Bit-Worten, von denen 20 Worte für spezielle Zwecke und die Speicherung von Schnellzugriffen verwendet werden. Das Basissystem ohne Peripherie kostete 49.500 US-Dollar, inklusive notwendiger Peripherie wie einem Lochstreifenleser, einem Schreibmaschinendrucker oder auch einem Magnetbandspeicher betrug der Kaufpreis leicht 60.000 US-Dollar, daher konnte das System auch für knapp 1500 US-Dollar pro Monat gemietet werden. Der G-15 war sowohl für die Forschung als auch den Einsatz in der Industrie gedacht. Die Serie wurde schrittweise eingestellt, als die Control Data Corporation 1963 die Computersparte von Bendix übernahm.
Der Chefdesigner der G-15 war Harry Huskey, der in den 1950er Jahren mit Alan Turing an der Automatic Computing Engine (ACE) in Großbritannien und auf dem Standards Western Automatic Computer (SWAC) gearbeitet hatte. Er entwarf den G-15 während er als Professor an der University of California in Berkeley (wo er u. a. Doktorvater für Niklaus Wirth war) und anderen Universitäten arbeitete. Ein weiterer später bekannt gewordener Mitdesigner war David C. Evans, der später für seine Arbeiten in der Welt der Computergrafik und für die Gründung von Evans & Sutherland mit Ivan Sutherland bekannt geworden war.

## Architektur
Der G-15 ist von der Automatic Computing Engine (ACE) inspiriert und damit eine serielle Maschine, in der der Hauptspeicher eine magnetische Trommel ist. Diese Trommel wird im Gegensatz zu vorherigen analogen Verzögerungsleitungen als umlaufender Delay-Line-Speicher genutzt. Jede Spur hat eine Reihe von Lese- und Schreibköpfen und sobald ein Bit eines Abschnitts gelesen wird, wird es auf demselben Track vom Schreibkopf, der einige Winkelgrade „später“ montiert ist, neu geschrieben. Die Länge der Verzögerung und damit die Anzahl der Worte auf einer Spur wird durch den Abstand der Lese- und Schreibköpfe in Winkelgraden bestimmt; die Verzögerung entspricht der Zeit, die für einen Abschnitt der Trommel benötigt wird, um vom Schreibkopf zum entsprechenden Lesekopf zu gelangen. Im normalen Betrieb werden Daten ohne Änderung zurückgeschrieben, aber dieser Datenfluss kann jederzeit abgefangen werden, so dass die Maschine die Abschnitte einer Spur nach Bedarf aktualisieren kann.

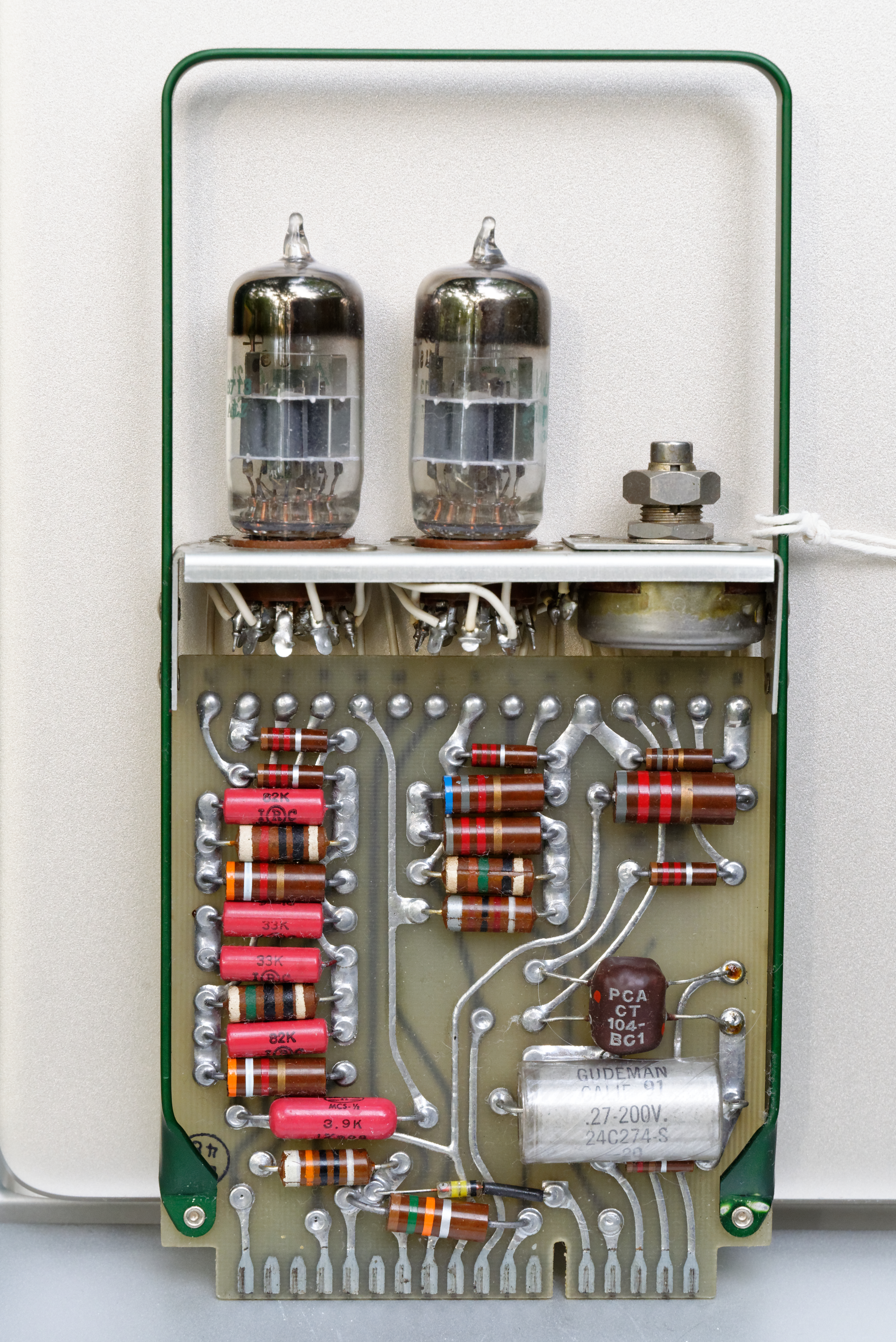
Eines der Verstärkermodule des G-15

Diese Anordnung ermöglicht es den Designern, Verzögerungsleitungen (delay lines) beliebiger Länge zu erstellen. Zusätzlich zu den zwanzig „langen Linien“ von 108 Worten gibt es vier weitere kurze Linien zu je vier Worten. Diese kurzen Linien wiederholen sich mit der 27-fachen Geschwindigkeit der langen Linien, so dass schnell auf häufig benötigte Daten zugegriffen werden kann. Auch die Akkumulatoren der Maschine werden als Trommellinien implementiert: drei Doppelwortlinien werden als Zwischenspeicher und für Additionen, Multiplikationen und Divisionen mit doppelter Genauigkeit zusätzlich zu einem Ein-Wort-Akkumulator verwendet. Diese Verwendung der Trommel statt der Flipflops für die Register trug dazu bei, die Anzahl der Elektronenröhren zu reduzieren.
Eine Folge dieses Designs ist, dass der G-15 im Gegensatz zu anderen Computern mit magnetischen Trommeln ihren Speicher nicht behält, wenn er abgeschaltet wird. Einzig zwei bereits ab Werk geschriebene und für Timingzwecke verwendete Tracks bleiben permanent erhalten.
Die serielle Grundstruktur des G-15 wurde in das Design seiner arithmetischen und Kontrollschaltungen übertragen. Die Addierer arbeiten Bit für Bit ab und sogar die Befehlsworte wurden so gestaltet, dass sie möglichst wenige Bits benötigen, die in Fliflops zwischengespeichert werden müssen. Eine weitere Ein-Wort-Trommellinie wird dazu genutzt, ausschließlich Adressen-Timing-Signale zu erzeugen.
Der G-15 hat 180 Elektronenröhren und 3000 Germaniumdioden. Das gesamte Gerät verfügt über insgesamt etwa 450 Röhren, meist als Doppeltrioden ausgeführt. Ihr magnetischer Trommelspeicher enthält 2160 Worte mit einer Länge von je 29 Bit. Die durchschnittliche Speicherzugriffszeit beträgt 14,5 Millisekunden, was durch geschickte Programmierung unter Berücksichtigung des Timings der rotierenden Trommel deutlich reduziert werden kann. Eine Addition in einfacher Genauigkeit dauert 0,54 Millisekunden, eine Multiplikation (einfache Genaugikeit) 16,7 Millisekunden und eine Multiplikation in doppelter Genauigkeit dauert 33,1 Millisekunden (jeweils ohne Berücksichtigung eventueller Speicherzugriffszeiten).

## Peripherie
Für den G-15 existierte als Hauptausgabegerät eine Schreibmaschine, die etwa 10 Ziffern pro Sekunde ausgeben konnte. Alphanumerische Zeichen konnten mit einer Geschwindigkeit von etwa drei Zeichen pro Sekunde ausgegeben werden.
Zum Einlesen von Programmen bot Bendix zwei fotoelektrische Lochstreifenleser für den G-15 an. Der PR-1 (für punched tape reader) kann von einem Fünfkanal-Papierband bis zu 250 Hexadezimalzahlen pro Sekunde einlesen, der PR-2 von einem Lochstreifen mit 5–8 Kanälen bis zu 400 Zeichen pro Sekunde.
Zum Stanzen von Lochstreifen gab es den PTP-1 (für paper tape puncher), der an der Rückseite des G-15 an einen speziell für dieses Peripheriegerät vorgesehenen Anschluss angesteckt und auch darüber mit Strom versorgt wird. Die Stanzgeschwindigkeit des PTP-1 beträgt 60 Zeichen pro Sekunde.
Mit dem MTA-2 standen Magnetbandlaufwerke für 1/2"-Mylar-Magnetbänder zur Verfügung, von denen bis zu vier Stück an den G-15 angeschlossen werden können. Jedes dieser Bänder kann 300.000 Worte in Blöcken zu je 108 Worten speichern. Die Schreib-/Lesegeschwindigkeit liegt bei durchschnittlich 433 Zeichen pro Sekunde. Suche auf dem Band, egal ob rückwärts oder vorwarts, kann mit ca. 2600 Zeichen pro Sekunde erfolgen.
Der DA-1 Differential Analyzer ist ein Zusatzgerät zum G-15, das die Lösung von Differentialgleichungen erleichtert und 108 Integratoren und 108 Multiplikatorkonstanten zur Verfügung stellt. Dies bedeutet jedoch keinesfalls, dass in der DA-1 für beide Funktionen Hardware vorhanden wäre. Da der Prozess der Integration und Multiplikation lediglich die Manipulation des Inhalts einer bestimmten Wortzeit auf der G-15-Speichertrommel ist und der DA-1 alle langen Linien während eines Arbeitszyklus verarbeitet, stehen während eines Trommelzyklus oder einer Iteration 108 Integratoren und 108 Multiplikationskonstanten zur Verfügung. Da eine Wortzeit die Laufzeit eines einzelnen Integrators darstellt schafft der DA-1 maximal 34 Iterationen pro Sekunde. Eine Iteration ist definiert als ein G-15-Trommelzyklus, in dem alle 108 Integratoren verarbeitet werden können.

## Software
Ein Problem, das Maschinen mit seriellem Speicher eigen ist, ist die Latenz des Speichermediums: Anweisungen und Daten sind nicht immer sofort verfügbar und im schlimmsten Fall muss die Maschine auf einen vollständigen Zyklus einer Speicherstelle auf der Delay-Line warten, um Daten von einer bestimmten Speicheradresse zu erhalten. Dem Problem wird von Bendix in der eigenen Literatur zum G-15 durch die Beschreibung von „minimum access coding“ (auf deutsch in etwa „Programmierung für minimale Zugriffe“) Rechnung getragen. Jede Anweisung trägt die Adresse der nächsten auszuführenden Anweisung, so dass der Programmierer Anweisungen so anordnen kann, dass, wenn eine Anweisung abgeschlossen ist, die nächste Anweisung unter dem Lesekopf für ihre Linie erscheinen wird. Daten können ähnlich gestaffelt werden. Um diesen Prozess zu unterstützen, enthalten die Codierungsblätter eine Tabelle mit allen Adressen; der Programmierer kann jede Adresse aus dieser Tabelle streichen, wenn sie genutzt wird und damit belegt ist.
Ein Assembler, ähnlich dem Symbolic Optimal Assembly Program (SOAP) der IBM 650, wurde in den späten 1950er Jahren eingeführt und enthält Routinen für das „minimum access coding“. Andere Programmierhilfen sind ein Überwachungsprogramm, ein Fliesskommainterpreter namens „Intercom“ und ALGO, eine algebraische Sprache, die aus den im Vorbericht des ALGOL-Ausschusses von 1958 gemachten Vorschlägen zur Entwicklung einer algorithmischen Sprache entickelt wurde.
Fliesskommarithmetik ist in Software implementiert. Die „Intercom“-Programme bieten einfachere virtuelle Maschinen, die mit Gleitkommazahlen arbeiten. Die Anweisungen zur Intercom 500, 550 und 1000 sind numerisch, sechs oder sieben Ziffern lang. Anweisungen werden nacheinander gespeichert und Intercom 1000 kann sogar Gleitkommzahlen in doppelter Genauigkeit verarbeiten.